# Rimière
Rimière ou La Rimière est un village de l'ancienne commune de Rotheux-Rimière et maintenant de Neupré (Belgique).

## Histoire
Dès le Moyen Âge, la Seigneurie de La Rimière était une des 7 Seigneuries d'au-delà des Bois, relevant du Duché de Limbourg, enclave dans la Principauté de Liège.
La Rimière, elle était une propriété en alleu de l’abbaye cistercienne du Val-Saint-Lambert.
Ce dernier territoire avait été donné au monastère de façon conjointe par le duché de Limbourg et son vassal Jean de Halleux seigneur d’Esneux. Le premier détenait le "domaine éminent" et le second exploitait le "domaine utile", c’est-à-dire qu’il pouvait jouir effectivement en contrepartie des obligations vassaliques dues au duc.
Cette particularité a entraîné une série de contestations. En 1572, le seigneur d’Esneux revendiquait le droit de justice sur l’alleu de La Rimière. De même, il récusait la compétence de la cour qui siégeait dans ce village. C’est pourquoi un groupe d’habitants d’Esneux se déplaça jusqu’à Rimière pour y briser les portes de la prison seigneuriale.